# Crani de Dali
El crani de Dali o home de Dali ((xinès): 大荔人, pinyin: Dàlìrén) és el fòssil d'un crani d'home jove, ben conservat, descobert el 1978 a Tianshuigou, prop del poblat de Jiefang, 30 km al nord de la ciutat de Dali, prefectura de Weinan, província de Shaanxi, República Popular de la Xina.

## Datació
La seva edat, 260.000 a 300.000 anys abans del present, va ser determinada per datació radiomètrica, tant del crani de l'hominí descobert, com d'unes dents de bou que estaven a l'indret.

## Tianshuigou
Va ser trobat en una fina capa de grava, de la part baixa de la tercera terrassa del riu Luo (Luò Hé). L'indret de Tianshuigou (甜水沟遗址), fou declarat el 2006 monument de la República Popular Xina,i és administrat per l'Institut de Paleoantropología i Paleontologia de Vertebrats de Pequín, no està obert al públic.

## Conservació
El crani, sense mandíbula, es conserva gairebé íntegrament, a diferència de molts altres troballes d'hominins a la Xina. A causa del pes de les capes sedimentàries posteriors, el crani està lleugerament aixafat i la mandíbula superior i el paladar s'han desplaçat lleugerament. Una part de l'os parietal dret no va ser trobada, igual que les dents superiors i l'arc zigomàtic esquerre. Juntament amb el crani, es van recuperar algunes dents de bou i diverses eines de pedra, principalment rascadors.

## Característiques
En alguns aspectes és semblant a les d' Homo erectus i en particular presenta cresta sagital i arcs superciliares pronunciats. Altres característiques són similars a les d'Homo sapiens, com els pòmuls menys prominents i els ossos del nas aplanats. La capacitat cranial és de 1120 cm³, propera a la dels humans actuals, però més propera a la dels Homo heidelbergensis europeus i, a més, és d'una edat semblant a la del crani europeu de Steinheim, que presenta una capacitat cranial similar. L'anatomia del crani i la seva forma es diferencien, no obstant això, de les dels primers homininos europeus coneguts, com els de Petralona i Atapuerca i dels neandertals.
Inicialment alguns investigadors xinesos havien estimat que el fòssil presenta suficients característiques modernes, com per considerar-ho un «Homo sapiens arcaic». Per a aquests investigadors, atès que l'home de Dali va viure en una època intermèdia entre l'Home de Pequín (entre 500 000 i 300 000 anys) i l'home de Dingcun (100 000 a 50 000 anys), podria representar un suport a la hipòtesi multirregional o poligenismo, que afirma que els humans moderns no tenen un únic origen africà, sinó que van evolucionar també a Àsia.
Una anàlisi morfométrica detinguda del crani va trobar tant afinitats amb el Homo erectus xinès, com amb Homo heidelbergensis i en general amb els homininos del Plistocè mitjà d'Europa i de l'Àfrica. Sembla llavors representar una transició de la morfologia arcaica de l'H. erectus xinès a la morfologia no erectus present a Europa i l'Àfrica i en alguns exemplars xinesos tardans, ja sigui per una tendència evolutiva in situ o per la influència dels moviments de població i el flux de gens des d'Àfrica o Europa a través de l'Àsia central.
Després del descobriment de l'hominí de Deníssova s'investiga la hipòtesi segons la qual els fòssils xinesos de Jinniushan, Dingcun i Dali podrien estar relacionats amb els de Deníssova; per tractar de comprovar-la es realitzen diverses comparacions.